# Jan Golus
Jan Golus (ur. 14 października 1895 w Kałuszynie, zm. 10 lutego 1964 w Warszawie) – polski malarz i scenograf.

## Życiorys
Urodził się w rodzinie Jakuba, małorolnego chłopa. Ukończył Szkołę Rysunkową u prof. Jana Kauzika, Wyższe Kursy Pedagogiczne dla Nauczycieli Rysunku (1923). Przed studiami był nauczycielem rysunku w warszawskich szkołach średnich. Ukończył Warszawską Szkołę Sztuk Pięknych w 1934, dyplom w pracowni prof. Karola Tichego oraz wydział reżyserii Państwowego Instytutu Sztuki Teatralnej (1936). Od końca lat 20. XX wieku wraz z żoną pracował jako scenograf w Teatrze Ateneum. 
Był autorem projektów scenografii dla wielu teatrów warszawskich, zajmował się też malarstwem sztalugowym. Istotne miejsce w jego dorobku malarskim zajmują pejzaże z Francji, Podhala, Mazowsza (głównie z Warszawy i Broku), Pomorza, Dolnego Śląska i Kresów Wschodnich. W 1931 roku przebywał na plenerze w Krzemieńcu. Z tej wyprawy zachowały się m.in. dwa widoki jarmarku na Rynku w Krzemieńcu, przechowywane w zbiorach Muzeum Narodowego w Warszawie. Był członkiem ugrupowań artystycznych „Blok” (1923–1926) i „Praesens” (1926–1930).
W czasie II wojny światowej uczył rysunku na kompletach tajnego nauczania i w Wyższej Szkole Architektury w Warszawie oraz pracował w Dziale Opieki nad Dziećmi Rady Głównej Opiekuńczej.
W latach 1945–1949 był kierownikiem Wydziału Scenografii Wyższej Szkoły Sztuk Plastycznych w Warszawie. W latach 1950–1964 kierował Studium Scenografii na Akademii Sztuk Pięknych w Warszawie. Po wojnie wyjeżdżał na plenery do dolnośląskiego Bolkowa.
W 1967 odbyła się w salach Centralnego Biura Wystaw Artystycznych „Zachęta” w Warszawie wystawa obrazów Jana Golusa. W jej katalogu niektóre spośród międzywojennych widoków Krzemieńca (m.in. pozycje katalogowe 47 i 49) błędnie opisano jako powojenne pejzaże dolnośląskie.
Był mężem Kamili z Kruszyńskich.

## Ordery i odznaczenia
- Krzyż Kawalerski Orderu Odrodzenia Polski (22 lipca 1953)[6]
- Złoty Krzyż Zasługi (11 lipca 1955)[1]
- Srebrny Krzyż Zasługi[2]
- Medal 10-lecia Polski Ludowej (19 stycznia 1955)[7]